# Эмери III (виконт Нарбонны)
Эмери III (Аймерико Перес де Лара) (Aimery, Aimeric III,  Aimerico Pérez de Lara) (ум. в феврале 1239) - виконт Нарбонна с 1194. Сын Педро Манрике де Лара.
В 1194 году получил от отца виконтство Нарбонн за исключением замка Монпеса и его окрестностей, которые тот пожизненно оставил за собой.
С 1209 года участвовал в Альбигойских войнах на стороне крестоносцев. Его участие ограничивалось денежными пожертвованиями и снабжением продовольствием. Единственная военная помощь, которую он оказал Симону де Монфору, - при осаде Минерва.
Папа Иннокентий III в 1212 году пожаловал титул герцога Нарбонна архиепископу Арно Амальрику. С этого времени Эмери III считался его вассалом (ранее его сюзереном был граф Тулузы).
После битвы при Мюре (1213) Эмери отказался впустить в Нарбонн Симона де Монфора. Тот осадил город, но в результате успешной вылазки осаждённых был вынужден отступить. В 1214 году при посредничестве папского легата был заключён договор, по которому Симон де Монфор становился в качестве тулузского графа одновременно и герцогом Нарбонна.
В 1223 году герцогом Нарбонна был признан Раймон Тулузский, после чего Эмери принёс ему оммаж.
Эмери III был женат трижды:
- 1) (1202-1208, развод) -  Гиллема де Кастельвель (ум. 1226/1228), разведённая жена Гиллема Рамона де Монкада, будущего виконта Беарна. Она в 1205 году наследовала брату в сеньориях Кастельвель де Розан, Мара, Эль Фар, Понту, Бенвьюр, Ливанер, Олеса, Вольтрера.
- 2) Аделаида , ум 5 октября 1221;
- 3) (октябрь 1221/июль 1223) Маргарита де Марли (ум. 7 августа 1230), дама де Вернёйл, дочь Матьё де Монморанси, сеньора де Марли.

Дети (от второй и третьей жены):
- Амальрик I (ум. 1270), виконт Нарбонна с 1238.
- Эрменгарда, муж - Роже Бернар II, граф де Фуа.
- Маргарита, муж (контракт от 15 марта 1233) Гильом де Монтекатанье.
- Аликс, монахиня.
- Эмери де Нарбонн (ум. ранее 1263), сеньор де Вернёйль, канонник в Шартре (сын от третьей жены).